# Internationaal Vuursteensymposium
Het Internationaal Vuursteensymposium of Internationaal Symposium over Vuursteen was een wetenschappelijk symposium over vuursteen dat in de periode 1969 tot 1999 meerdere keren werd gehouden.

## Geschiedenis

### Aanleiding
In 1881 werden aan de rand van het Savelsbos de eerste vuursteenmijnen van Rijckholt ontdekt door de Belgische archeoloog Marcel de Puydt. Na tal van jaren van onderzoek door diverse onderzoekers, begon in 1964 onder supervisie van professor Waterbolk van de Rijksuniversiteit Groningen een nieuw onderzoek waarbij nog meer schachten blootgelegd werden. Hieruit bleek dat het complex van vuursteenmijnen een veel groter gebied besloeg dan tot dan toe gedacht. De Nederlandse Geologische Vereniging richtte een werkgroep op om samen met Waterbolk het onderzoek voort te zetten. Onder leiding van Werner Felder werd door de werkgroep, onder anderen bestaande uit Sjeuf Felder en Peter Bosch, van 1964 tot 1972 wekelijks onderzoek gedaan. Dit resulteerde in meer dan 15.000 vondsten van bijlen, hakken en andere artefacten, die overgedragen werden aan het Limburgs Bodemarchief. De werkgroep legde ook een tunnel aan dwars door het gebied van de vuursteenmijnen. De opgravingen kwamen op 31 mei 1972 ten einde en men had toen een gang uitgegraven van 140 meter lang.

### Symposia
In 1969 werd door de Nederlandse Geologische Vereniging Afdeling Limburg het eerste vuursteensymposium georganiseerd. Er werd besloten om de jaarlijkse vergadering van de Nederlandse Geologische Vereniging op te zetten als een driedaags symposium en dit ook open te stellen voor niet-leden en voor mensen uit andere landen. Dit bleek zo'n groot succes met vele aanmeldingen van sprekers dat het symposium met een dag werd verlengd. Het symposium ging op 26 april 1969 van start en omvatte eveneens een tentoonstelling in het Natuurhistorisch Museum Maastricht onder de titel Vuursteen in alle tijden en verschillende excursies.
Het Tweede Internationaal Vuursteensymposium vond plaats in Maastricht in mei 1975 en duurde vier dagen. Het symposium omvatte eveneens bezoeken aan tentoonstellingen in het Natuurhistorisch Museum Maastricht en het Bonnefantenmuseum en excursies naar de ENCI-groeve, de NEKAMI-groeve en de vuursteenmijnen van Rijckholt.
In mei 1979 werd het Derde Internationaal Vuursteensymposium gehouden in Maastricht, dat eveneens vier dagen duurde, met opnieuw excursies en lezingen. Tijdens het symposium werd het geconserveerde complex van de vuursteenmijnen in Rijckholt officieel geopend door de staatssecretaris.
In 1983 vond het vierde symposium plaats in Brighton in Engeland, vanwege de niet ver daarvandaan gelegen vuursteenmijnen van Harrow Hill.
In 1987 vond het vijfde symposium plaats in Bordeaux in Frankrijk.
In 1991 vond het zesde symposium plaats in Madrid in Spanje.
In 1995 vond het zevende symposium plaats in Krzemionki in Polen.
In 1999 vond het achtste symposium plaats in Bochum in Duitsland.